# Saint-Jean-in-Eremo
Saint-Jean-in-Eremo (Sint-Jan-in-Eremo en néerlandais) est une section de la commune de Saint-Laurent, située en Belgique en Région flamande dans la province de Flandre-Orientale. C'était une commune à part entière avant la fusion des communes de 1977.
L’expression in eremo signifie « dans le désert » en latin et rappelle que saint Jean le Baptiste y fit retraite.

## Démographie

### Évolution démographique
- Sources : INS, Rem. : 1831 jusqu'en 1970 = recensements, 1976 = nombre d'habitants au 31 décembre[2].

## Curiosités
- Église Saint-Jean-Baptiste (Sint-Jan-Baptistkerk) (1682).
- Centre de récréation provincial nommé Boerekreek.

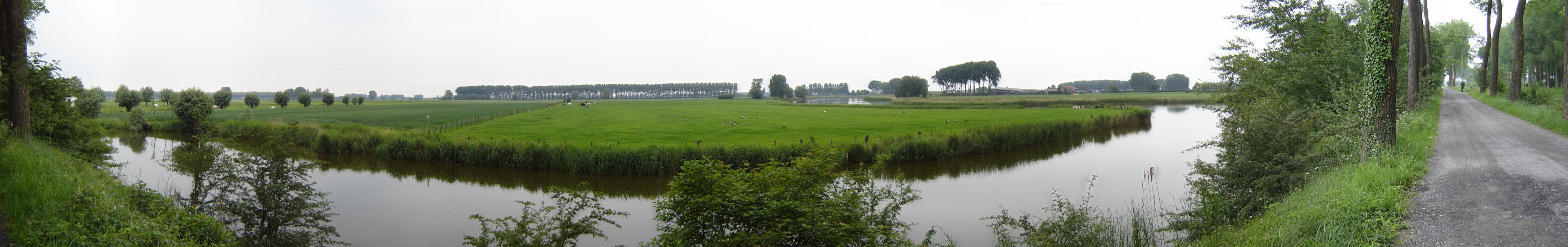
Boerenkreek
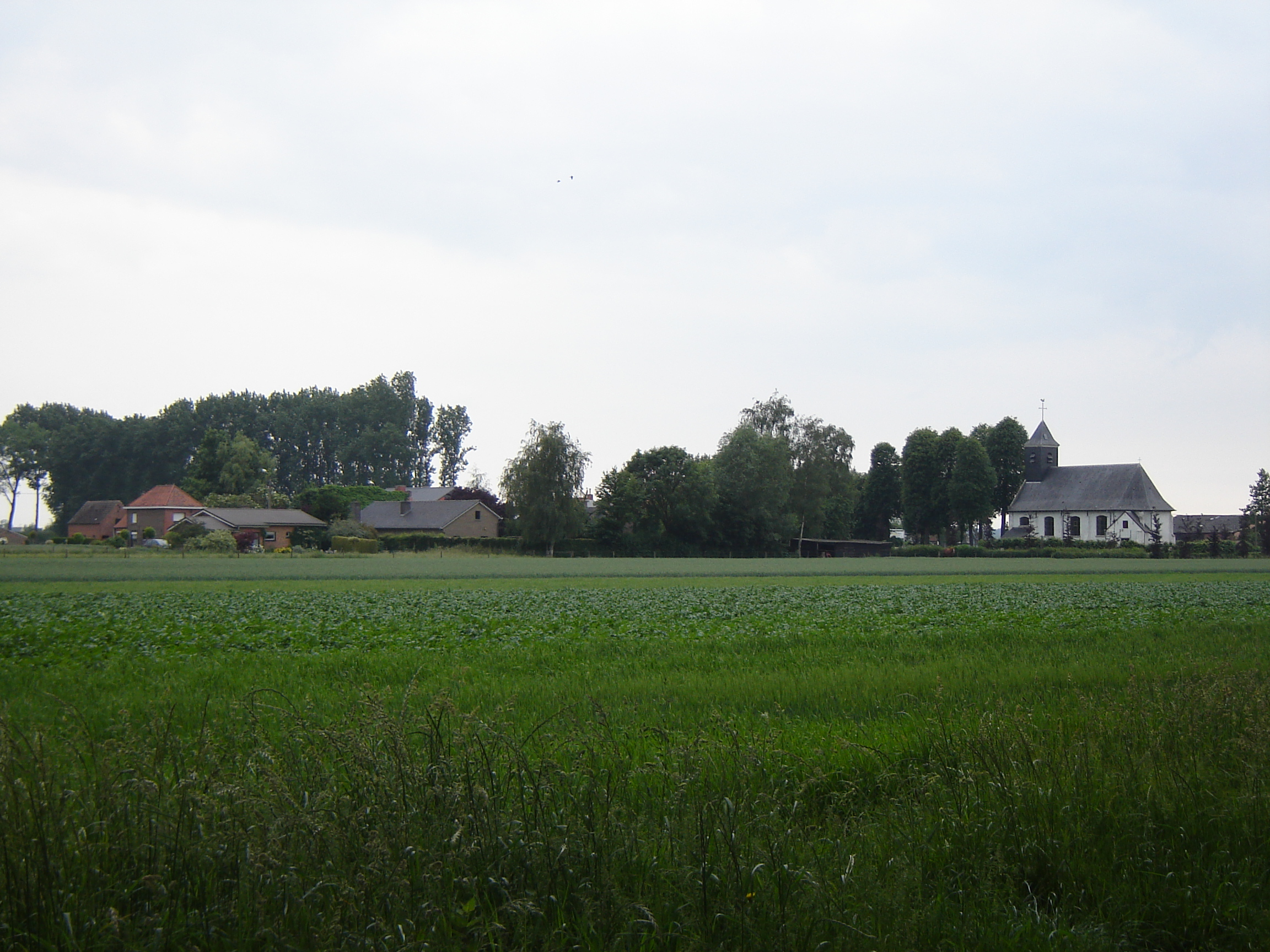
Vue de Saint-Jean-in-Eremo
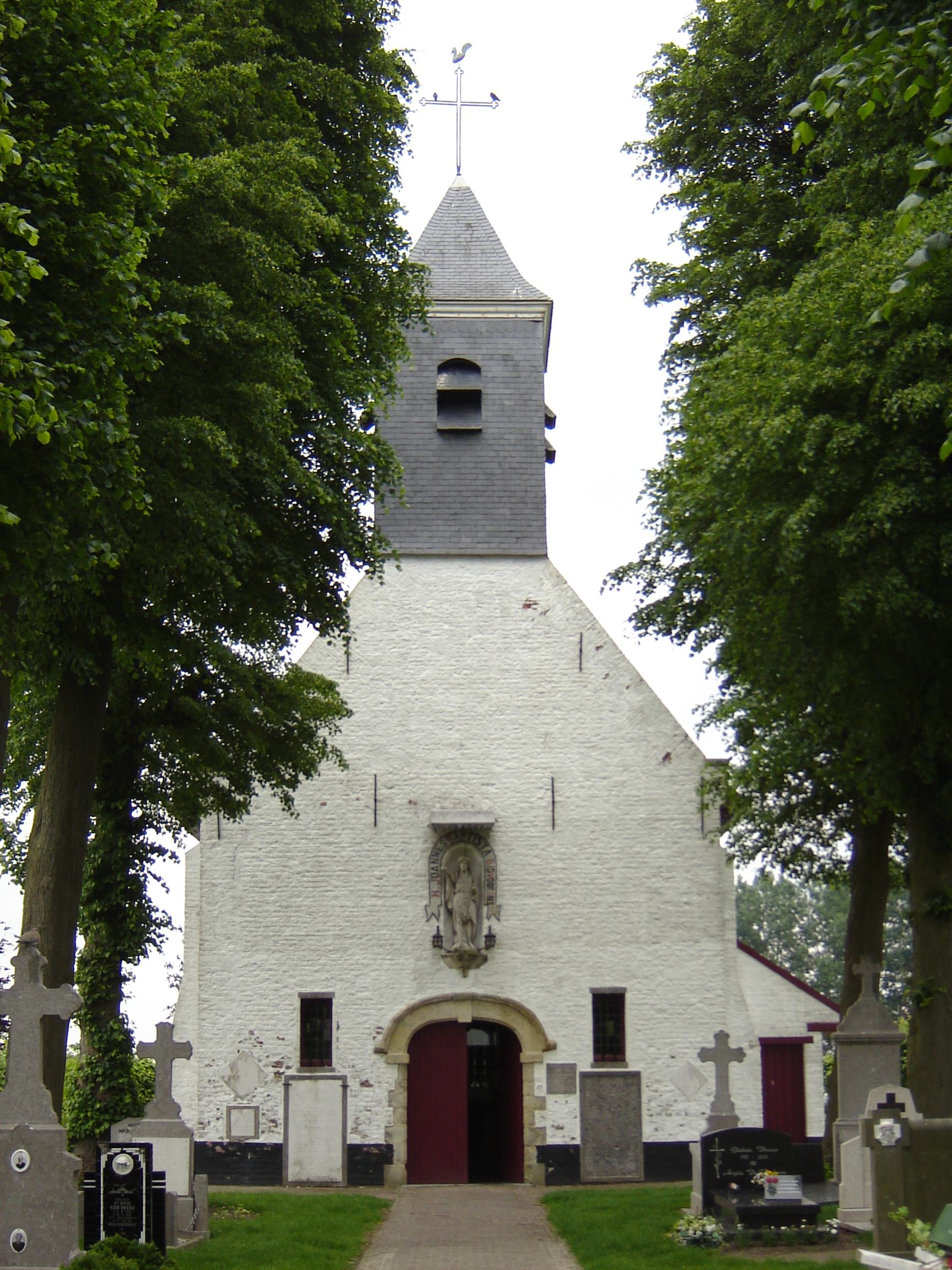
Vue de Saint-Jean-in-Eremo